# Britta Burreau
Britta Burreau, född 10 augusti 1964, död 4 september 2023, var civilingenjör från Chalmers Tekniska Högskola i Göteborg och har en Executive MBA från Handelshögskolan i Stockholm.
Britta tillträdde som VD för Almikoncernen 2020. Hon tillträdde som vd för KPA Pension december 2016. Innan dess har hon varit vd för Nordea Liv & Pension i 12 år.
Burreau utsågs till Årets inspiratör inom försäkringsbranschen vid Insurance Awards 2016. Motiveringen var att hon ”med självklar auktoritet driver förändring och nytänkande i en traditionstyngd och komplex bransch”. Bakom priset står nyhetsbrevet Risk & Försäkring och Veckans Affärer.
År 2016 blev hon ordförande i Scouternas styrelse som hon varit medlem i sedan barnsben. Året därpå gick hon in i debatt när regeringen beslutade att dra ner på det statliga bidraget till scouterna. Britta Burreau och flera scoutkollegor betonade vikten av scouternas arbete för att hjälpa nyanlända att integreras i den svenska samhället. Debatten blev omskriven som den hetaste debatten 2017 av Dagens Samhälle.
Britta Burreau var stormästare i frågesporten Jeopardy!.